# Palame vitticolle
Palame vitticolle là một loài bọ cánh cứng trong họ Cerambycidae.